# Ulla Sjöblom
Ulla Maria Sjöblom, född 11 maj 1927 i Sankt Görans församling i Stockholm, död 3 augusti 1989 i Katarina församling  i Stockholm, var en svensk skådespelare och sångare.

## Biografi
Efter studentexamen 1947 var hon elev vid Helsingborgs stadsteater 1948–1950, och hon fortsatte studierna vid Dramatens elevskola 1950–1953. Hon engagerades vid Dramaten fram till 1956, och verkade sedan vid Göteborgs Stadsteater 1957–1959 och 1962–1965. Hon var även engagerad vid Nya Teatern, Malmö Stadsteater, Riksteatern och TV-teatern. Åren 1971–1983 tjänstgjorde hon som lärare vid Statens scenskola. Mellan 1983 och 1986 var hon knuten till Folkteatern i Gävleborg och arbetade därefter som frilans. 
I mitten av 1950-talet var hon en framstående och känd vissångerska med visor och tolkningar av Lars Forssell, bland annat Jag står här på ett torg och De fattigas piano, samt tonsatta texter av Sonja Åkesson. Hon tilldelades O'Neill-stipendiet 1977. 
Hon avled av cancer.[källa behövs] Ulla Sjöblom är gravsatt i minneslunden på Galärvarvskyrkogården i Stockholm.

## Filmografi[3]
- 1952 – Under Södra korset
- 1953 – Kvinnohuset
- 1953 – Resan till dej
- 1954 – Gud Fader och tattaren
- 1954 – Karin Månsdotter
- 1954 – Simon Syndaren
- 1954 – Herr Arnes penningar
- 1954 – Ung man söker sällskap
- 1955 – Vildfåglar
- 1955 – Hemsöborna
- 1955 – Het är min längtan
- 1956 – Den dödes skugga
- 1956 – Den långa julmiddagen
- 1956 – Suss gott
- 1957 – Vägen genom Skå
- 1958 – Ansiktet
- 1959 – Raggare!
- 1966 – Träfracken
- 1966 – Här har du ditt liv
- 1969 – Bokhandlaren som slutade bada
- 1970 – Rötmånad
- 1973 – Gamen
- 1974 – Gangsterfilmen
- 1978 – Bomsalva
- 1982 – Ingenjör Andrées luftfärd
- 1984 – Åke och hans värld
- 1988 – Venus 90

### TV-produktioner
- 1955 - Leka med elden
- 1956 - Den långa julmiddagen
- 1957 - Frihet för tolv pund
- 1957 - Inbillade sjuke
- 1959 - Resan till de gröna skuggorna
- 1959 - Måsen
- 1960 - Våld
- 1960 - Ung och grön
- 1960 - I Arlanda by
- 1960 - Antigone
- 1960 - Den starkare
- 1960 - Ett glas vatten
- 1960 - Fröken Rosita
- 1961 - Frisöndag
- 1961 - Slaget om Dick
- 1962 - Arvtagerskan
- 1962 – Halsduken (TV-serie)
- 1962 - Stolarna
- 1962 - Sankt Antonius underverk
- 1965 - Den bergtagna
- 1967 - Trettondagsafton
- 1972 - Spöksonaten
- 1973 – Inferno
- 1974 – Karl XII
- 1974 - Bestigningen av Fujijama
- 1974 – Landshövdingen
- 1975 - Figaros bröllop
- 1983 - Hustruskolan
- 1983 - Hej du himlen
- 1987 – Marias barn (TV-serie)
- 1989 – Sparvöga (TV-serie)

## Teater

### Roller
| År   | Roll             | Produktion                                              | Regi                | Teater                   |
| ---- | ---------------- | ------------------------------------------------------- | ------------------- | ------------------------ |
| 1948 | Manikuristen     | Född i går Garson Kanin                                 | Gunnar Ekström      | Helsingborgs stadsteater |
| 1948 | Rödluvan         | Rödluvan Robert Bürkner                                 | Börje Nyberg        | Helsingborgs stadsteater |
| 1948 | Medverkande      | Titt in på Tittut, revy Rune Moberg och Tylle Herlin    | Lars-Levi Læstadius | Helsingborgs stadsteater |
| 1949 | Flipote          | Tartuffe Molière                                        | Lars-Levi Læstadius | Helsingborgs stadsteater |
| 1949 | Negressen        | Längtans spårvagn Tennessee Williams                    | Lars-Levi Læstadius | Helsingborgs stadsteater |
| 1949 | Marianne         | Diana går på jakt Terence Rattigan                      | Gunnar Ekström      | Helsingborgs stadsteater |
| 1949 | Askungen         | Askungen                                                | Arne Ragneborn      | Helsingborgs stadsteater |
| 1949 | Viviane          | Lilla helgonet Hervé, Henri Meilhac och Albert Millaud  | Mats Johansson      | Helsingborgs stadsteater |
| 1950 | Jenny            | En handelsresandes död Arthur Miller                    | Lars-Levi Læstadius | Helsingborgs stadsteater |
| 1952 | Tvätterskan      | Harlekino och Harlekina Else Fisher                     | Kurt-Olof Sundström | Dramaten                 |
| 1956 | Juliet           | Romanoff och Juliet (Romanoff and Juliet) Peter Ustinov | Hans Dahlin         | Nya Teatern              |
| 1957 | Jaqueline Giraux | Äkta paret ut (Monsieur Masure) Claude Magnier          | Herman Ahlsell      | Göteborgs stadsteater    |
| 1959 | Catharine Holly  | Plötsligt i somras Tennessee Williams                   | Staffan Aspelin     | Göteborgs stadsteater    |
| 1959 |                  | Naken kvinna med violin Noël Coward                     | Olof Bergström      | Göteborgs stadsteater    |
| 1962 |                  | Kattorna Walentin Chorell                               | Staffan Aspelin     | Göteborgs stadsteater    |
| 1965 | Medverkande      | Du grabbar, revy Beppe Wolgers och Åke Söderqvist       | Claes von Rettig    | Idéonteatern             |
| 1965 | Yvonne           | Yvonne, prinsessa av Bourgogne Witold Gombrowicz        | Alf Sjöberg         | Dramaten                 |
| 1973 | Valerie          | An der schönen blauen Donau Ödön von Horvath            | Jan Håkanson        | Stockholms stadsteater   |
| 1979 | Ada Nilsson      | Kollontaj Agneta Pleijel                                | Alf Sjöberg         | Dramaten                 |
| 1984 | Presidentskan    | Makten och ärligheten Lars Forssell                     | Peter Oskarson      | Folkteatern i Gävleborg  |
| 1985 | Portvakterskan   | Ett drömspel August Strindberg                          | Peter Oskarson      | Folkteatern i Gävleborg  |

## Radioteater

### Roller
| År   | Roll    | Produktion                  | Regi        |
| ---- | ------- | --------------------------- | ----------- |
| 1952 | Martina | Änkeman Jarl Vilhelm Moberg | Lars Madsén |

## Diskografi (originalinspelningar)

### 78, singel och EP
- 1956 – Jag står här på ett torg * (Vian, Forssell). - De fattigas piano (Ferré, Forsell). Decca.
- 1956 – De fattigas piano (Ferré, Forsell). - Det känns så skönt (Magenta, Bonifay, Wolgers). Decca
- 1956 – Hamburg (Monnot, Forsell). - Tid är pengar (Valery, Asso, Forssell). Decca
- 1958? – Flickan i London (Marceau, Forsell). - Då cirkusen lämnade stan (Spina, Leigh, Bertil). - Sjörövar-Jennys visa (Weill, Brecht, Berg). - Barabarasången (Wiell, Brecht, Berg). Decca
- 1958? – Jag står här på ett torg * (Vian, Forssell). - Visan om Berlin (Siegel, Tjerneld). - Marknadsminne (Misrachi, Forsell). - Säg vad ni vill (Ferré, Forsell, Rådström). Decca
- 1958? – Vägen till Dijon (trad, arr. Ericsson). - Marseilles (Maurick, Ericson). - Fröken Annie (Burke, Spina, Young, Ericsson). - Trumman (Heyman, Ericsson). Decca

* Efter påtryckningar p.g.a. texten till Jag står här på ett torg indrogs skivan och De fattigas piano kopplades istället med Det känns så skönt. Senare kunde De fattigas piano dock frisläppas och återutges. På EP:n från 1958 ingår den i en längre version med speltid 4:22. Det är troligen denna version som finns på Spotify.

### LP och CD
- 1971 – Sånger om kvinnor. MNW. [Medverkar med fyra sånger]
- 1971 – Solen lyser på havet blå. Stora visor för små och små visor för stora. Bengt Ernryd (musik och arr.). Lars Forssell (text).  Svenska Ljud. [Medverkar med fem sånger]
- 1976 – Arbetarrörelsens sånger. Pogo. [Medverkar med fem sånger]
- 1983 – Sonjas sånger. Sonja Åkesson (text). Gunnar Edander (musik). MNW.
- 1993 – Ulla Sjöblom sjunger Sonja Åkesson och Lars Forssell. MNW.

## Utmärkelser
- 1963 – Teaterförbundets De Wahl-stipendium
- 1965 – Svenska Dagbladets Thaliapris
- 1977 – O'Neill-stipendiet
- 1980 – Svenska Akademiens teaterpris
- 1981 – Teaterförbundets Gösta Ekman-stipendium